# فونتين ليه هيرمانز
فونتين ليه هيرمانز (بالفرنسية: Fontaine-lès-Hermans)‏ هي بلدية تقع في إقليم باد كاليه من منطقة نور با دو كاليه في شمال فرنسا. تبلغ مساحة هذه المدينة 3.8 (كم²)، وترتفع عن سطح البحر 110 م، يبلغ عدد سكانها 101 نسمة حسب إحصاء المعهد الوطني للإحصاء والدراسات الاقتصادية سنة 2009 م. وترأس Grégoire Boutillier البلدية خلال فترة (2008-2014).